# ليديا ليونارد
ليديا ليونارد (بالإنجليزية: Lydia Leonard)‏ هي ممثلة بريطانية، ولدت في 5 ديسمبر 1981 في باريس في فرنسا.

## ترشيحات
- جائزة توني لأفضل ممثلة بارزة في مسرحية [الإنجليزية]‏ (2015)

## وصلات خارجية
- ليديا ليونارد على موقع IMDb (الإنجليزية)
- ليديا ليونارد على موقع ميوزك برينز (الإنجليزية)
- ليديا ليونارد على موقع قاعدة بيانات برودواي على الإنترنت (الإنجليزية)
- ليديا ليونارد على موقع قاعدة بيانات الفيلم (الإنجليزية)